# Maryní Callejo
María de las Nieves Callejo Martínez-Losa, conocida como Maryní Callejo (Madrid, 27 de junio de 1944) es una productora musical, arreglista, pianista y cantante retirada española. Callejo fue responsable del descubrimiento de artistas como Los Brincos, Fórmula V y Massiel, y directora musical en álbumes de Rocío Dúrcal o Mari Trini, entre otros, siendo una de las primeras productoras mujeres en la industria musical española.

## Biografía
Maryní Callejo estudió música en el conservatorio de Madrid de los seis años a los quince. Poco después formó y lideró el grupo Los Brujos, después llamado Los 4 Brujos, donde la descubrió Augusto Algueró. Este la contrató para trabajar en su editorial musical, Canciones del Mundo, en la que entró en contacto con Esteban García Morencos, propietario de la compañía discográfica Zafiro con la que empezaría a trabajar en 1964.
En Zafiro trabajó como directora musical, arreglista y productora de los primeros discos del grupo Los Brincos, además de grabar los teclados y coescribir algunas de sus canciones. También se encargó de lanzar a otros artistas como Los Relámpagos, Massiel o Juan y Junior.
En 1968 pasó a trabajar con la discográfica Polydor y comenzó a colaborar con Fórmula V, con quienes ejerció como productora y, además, fue la encargada de reclutar a compositores como José Nieto, José Luis Armenteros y Pablo Herrero para que escribieran sus canciones más famosas. Además, contribuyó como arreglista y productora de otros artistas del sello, como Daniel Velázquez y Tara.A partir de 1969 también colaboró con el cantante Nino Bravo, para quien escribió y arregló la canción Un beso y una flor junto a su amigo José Luis Armenteros.
En la década de 1970 comenzó a trabajar como productora independiente con artistas como Phil Trim, Enrique y Ana y de nuevo Massiel. También ayudó, junto a Danilo Vaona, a Mari Trini a relanzar su carrera y escribió con ella algunas canciones como Una estrella en mi jardín. Durante una década trabajó con Rocío Dúrcal, acompañándola en sus giras como directora musical.En 1987 fundó su propia discográfica, Ágata Discos, en la que sacó su disco en solitario Un millón de besos, que no tuvo éxito.
En 2002 sufrió un ictus que afectó a su capacidad como pianista, lo que la llevó a retirarse de su actividad profesional y trasladarse al barrio de El Candado, en Málaga. En 2003 recibió el Premio de la Música a la Difusión de la Música, concedido por la SGAE como reconocimiento a toda su carrera.

## Discografía

### Álbumes de estudio

#### Como parte de Los Brujos
- Todas sus grabaciones (1962-1968) (2007).

#### En solitario
- Un millón de besos (1991).